# Decodificador de televisión

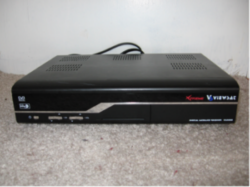
Receptor satelital para Free To Air (FTA) Viewsat Xtreme.

Un decodificador/receptor de televisión, decodificador o coloquialmente llamado deco (en inglés set-top box o STB), es el dispositivo receptor o decodificador de las señales (analógicas o digitales) de televisión analógica o digital (DTV), para luego ser mostrada o visualizada en el televisor (u otro dispositivo de televisión).

## Historia
Originalmente, a este tipo de aparatos o dispositivos se los denominaba “receptor de cable” y la misión era recibir la señal de las redes de cable (de codificación analógica) y servir la señal a un receptor de televisión.
Posteriormente, evolucionaron para realizar la decodificación de señales digitales recibidas por cable, por antena terrestre o satelital, por lo que habitualmente se asimilan a lo que en España se conoce como “decodificador / grabador de televisión digital”.
Las empresas de telefonía las utilizan para convertir señales digitales y poder tener mejor control y manipulación.

## Introducción
Un STB principalmente se encarga de recibir una señal digital, en alguno de los estándares (DVB-C, DVB-S, DVB-T, IPTV), y de comprobar que se tenga permiso para ver esta señal. Posteriormente, lo demodula y lo envía al televisor. También permite disfrutar de todo el conjunto de ventajas que ofrece la televisión digital, como pueden ser: acceso condicional, televisión interactiva (MHP) o la televisión de alta definición.
Debido a que en el mundo la mayoría de televisores son analógicos, se sobreentiende la importancia de este dispositivo, el cual será básico hasta se disponga de televisores digitales a un precio accesible en el mercado. Mientras tanto los consumidores que deseen acceder a los servicios de la televisión digital, necesitarán un STB para su recepción.
Un STB puede ofrecer muchos servicios, desde utilizarlo como grabador (DVR) en los STB que incorporen disco duro, como utilizarlos para hacer consultas meteorológicas, hacer la reserva de una visita médica, o hacer compras en los que disponen de interactividad. También muchos de ellos dan la opción de conectarles dispositivos externos como por ejemplo, videocámaras e impresoras.

## Módulos

### Estándares
- Cableado: DVB-C (Digital Video Broadcasting - Cable, Difusión de Video Digital - Cable),
- Satelital: DVB-S (Digital Video Broadcasting - Satellite, Difusión de Video Digital - Satélite),
- Terrestre: DVB-T (Digital Video Broadcasting - Terrestrial, Difusión de Video Digital - Terrestre),
- Internet: IPTV (Internet Protocol Television, Televisión por Protocolo de Internet).

## Esquema de bloques de un STB
Un STB sigue los siguientes pasos:
1. El primer paso que hace es sintonizar una señal digital, la cual incluirá tanto información de video (MPEG2, o MPEG4 para señales en alta definición), información de audio e información de datos (DVB-SI).
2. El siguiente paso es separar los tres tipos de información que recibe para tratarlos por separado.
3. A continuación, el sistema de acceso condicional decidirá cuáles son los permisos que tiene el subscriptor para poder ver los contenidos que está recibiendo. Si tiene permiso descifrará esa información.
4. Una vez descifrados, los paquetes de video y audio son enviados al televisor.
5. Los paquetes de datos, recibidos juntos con los paquetes de video y audio, se ejecutarán en caso de ser necesarios o solicitados por el consumidor.
6. El STB puede poseer un canal de retorno por donde enviar datos a la cabecera.

## Arquitectura STB
Para poder ejecutar los datos o programas descargados de la señal de datos, se necesitan una serie de elementos. Estos se pueden describir por el siguiente esquema de capas muy parecido al de una computadora.
- Capa de hardware: son todos los componentes físicos que forman un STB (CPU, memoria, acceso condicional, decodificador MPEG, etc.).
- Sistema operativo (SO): al igual que en una computadora, un STB también necesita de un SO para su funcionamiento. La diferencia básica es que un STB, necesita de un sistema operativo en tiempo real, porque operaciones como la decodificación MPEG necesitan que se realicen al instante. Ejemplos de sistemas operativos: Linux, Windows CE o Psos.
- La plataforma o middleware: se trata de una capa intermedia entre las capas de hardware y de software (SO). Se trata de un conjunto de módulos que permiten un desarrollo más eficiente de las aplicaciones. El middleware proporciona una interfaz de programación de aplicaciones (Application Programing Interface, API) para cada uno de los tipos de programación que soporta. De los diferentes lenguajes de programación que puede soportar un STB, el más destacable es DVB-J (DVB-Java), utilizado para las aplicaciones interactivas (MHP).
- Capa de aplicaciones: aquí es donde encontraremos las aplicaciones, que una vez descargadas se podrán ejecutar (algunas aplicaciones podrían ser: guía electrónica de programas, anuncios interactivos, etcétera). A diferencia de las demás capas, esta no debe de estar operativa en todo momento, pues simplemente se ejecutará cuando el consumidor lo solicite.

## Características comunes de un STB
Las características más usuales de un STB son:
- CPU: de 32 bits a 125 MHz.
- RAM: mínimo de 16 MB.
- EEPROM: 2 kB.
- Memoria flash: 8 MB.
- Mando a distancia.
- Disco duro (no todos disponen del mismo, y su capacidad oscila entre 20 GB y 250 GB).
- Canal de retorno (módem interno, tarjeta de red Ethernet, etcétera).
- Ranura de lectura de tarjetas inteligentes.